# Консонантна писемність

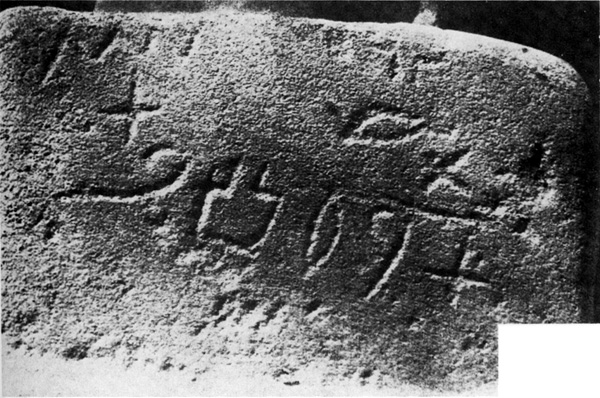
Зразок протосинайського письма, що містить фразу, яка може означати «до Ваалат». Лінія, що йде від верхнього лівого кута в нижній правий кут, її можна прочитати як mt l b^{c}lt.

Арабське письмо — приклад абджаду.

Консона́нтна писе́мність — тип фонетичної писемності, що передає лише приголосні звуки.
Консонантна писемність часто є перехідною від складової писемності до повністю фонетичної. Прикладами повністю консонантної писемності можуть слугувати угаритська та фінікійська писемності, прикладами частково консонантного — сучасні єврейська, арабська письменність, що містять знаки для деяких голосних (матрес лекціоніс), прикладом складового консонантного зі зв'язаними (які не мають окремого знака) голосними — індійська деванагарі. Голосні, не виражувані матрес лекціоніс, можуть позначатися в тексті необов'язковими діакритичними знаками (оголосами).

## Абджад
Для семітських писемностей такого типу часом вживають термін 'абджад'. Абджад — тип письма, в якому кожен символ позначає приголосний, а читач сам добирає голосні за контекстом. Термін запропонував Пітер Денієлс на позначення західносемітських письмен. Загальним терміном є консонантна писемність. Слово «абджад» (араб. أبجد) походить від вимови перших літер арабської абетки. Такий самий порядок був у староєврейському, фінікійському та семітському письмі: ʾ b g d.
Термін абджад запропонований Пітером Денієлсом (Peter T. Daniels), поряд з абугідою. Під другим дослідник має на увазі власне консонантну писемність, у той час як перший відповідає силабічній.